# Роуз Макконнел Лонг
Роуз Макконнел Лонг (англ. Rose McConnell Long; 8 квітня, 1892 — 27 травня, 1970) — американська політична діячка, перша жінка-сенаторка від штату Луїзіана (1936—1937).

## Молоді роки
Роуз Макконнел народилася в Грінсбурзі округу Декатур в Індіані, у родині ірландського походження. В 1901 році разом з батьками переїхала до Шрівпорта (штат Луїзіана), де отримала освіту в публічній школі. Надалі працювала домашньою вчителькою, а також стенографісткою, доки в 1913 році не вийшла заміж за Г'юї Лонга. Після смерті Г'юї в 1935 році, Роуз зайняла його місце в сенаті.
Син Роуз Лонг і Г'юї Лонга Рассел у 1947 р. став сенатором США.
Її чоловік, сенатор США Х'юї Лонг мав намір скласти конкуренцію президенту Франкліну Рузвельту на виборах 1936 року, але помер 10 вересня 1935 року внаслідок поранення після теракту.

## Політична діяльність
Губернатор Луїзіани Джеймс Ное скористався зі своїх повноважень і призначив вдову Лонга — Роуз Макконнел Лонг виконувати обов'язки сенатора до завершення строку повноважень. Роуз входила до фракції Демократичної партії, як і її чоловік, і засідала в Сенаті з 31 січня 1936 року, а 21 квітня того ж року виграла позачергові вибори до Сенату. Проте Роуз не особливо переймалася власною особистою кар'єрою і після завершення строку каденції 3 січня 1937 року поступилася місцем іншому демократу, Алену Елендеру.
Вона була третьою жінкою, яку обирали до сенату США.
Після завершення своєї короткої каденції Роуз повністю покинула публічну діяльність. Померла у 1970 році в Боулдері, похована на цвинтарі в Форест-парк (англ. Forrest Park Cemetery) у Шрівпорті.
Сина Роуз і Г'юї Лонг — Рассела, у 1948–1987 роках обирали до Сенату.